# Cody Martin
Cody Martin è un personaggio delle sitcom Disney Channel Zack e Cody al Grand Hotel e Zack e Cody sul ponte di comando, e del film Disney per la televisione Zack & Cody - Il film. È interpretato da Cole Sprouse.

## Biografia
Cody Martin è il co-protagonista della serie insieme a suo fratello gemello Zack. Figlio dei cantanti divorziati Carey e Kurt Martin, è nato a Seattle nel 1993. È più piccolo di Zack di dieci minuti. 
Cody è un ragazzo sensibile, gentile e intelligente. Gli piace studiare, ha un grande interesse per le materie scientifiche e a scuola ottiene sempre voti eccezionali, tanto da essere considerato un genio. Maniaco dell'ordine e della pulizia, a volte la sua passione per gli studi e i suoi modi di pensare e atteggiarsi lo fanno apparire socialmente impacciato, e gli è più difficile relazionarsi con i suoi coetanei. È molto bravo nei videogiochi e nella cucina, sa andare in skateboard e in qualche occasione suona il pianoforte. Al contrario di Zack, non è per niente dotato nelle attività fisiche e spesso viene deriso per la sua imbranataggine e i suoi movimenti scordinati. Tende ad avere un atteggiamento più maturo, serio e responsabile del fratello, anche se alle volte pecca di egoismo e avidità.
In Zack e Cody al Grand Hotel vive in una suite dell'hotel Tipton di Boston, insieme alla madre e al fratello. Ragazzino dolce e tranquillo, viene frequentemente coinvolto nei guai di Zack, volente o nolente. Spesso viene preso in giro dal fratello, ma solitamente se la cava con delle risposte sarcastiche, principalmente legate alle scarse prestazioni scolastiche di Zack. Ciò nonostante, Cody vuole molto bene a suo fratello. Dalla seconda stagione fino al termine della serie, ha una relazione con una sua compagna di scuola, di nome Barbara.
In Zack e Cody sul ponte di comando, insieme a Zack frequenta la Seven Seas High, una scuola a bordo della nave SS Tipton. Crescendo, Cody matura sotto certi aspetti, distaccandosi dagli scherzi della sua infanzia e risultando un ragazzo impacciato, affidabile, brillante e disponibile. Dopo che Zack ha speso tutti i soldi che sarebbero serviti ad entrambi per mantenersi durante l'intero semestre, Cody si trova costretto a lavorare come ragazzo degli asciugamani sullo Sky Deck; questo lavoro permane fino al termine della serie. Dopo essersi separato dalla sua precedente fidanzata, Cody si innamora di Bailey Pickett, una compagna della Seven Seas High incontrata nel primo episodio, e cerca di conquistarla con un bizzarro e calcolato piano. Nell'ultimo episodio della prima stagione i due finalmente si fidanzano, e restano felicemente insieme fino all'ultima puntata della seconda stagione, in cui hanno una discussione per via di una serie di malintesi e decidono di interrompere la relazione; dopo un'ultima stagione passata come nemici-amici, i due si rendono conto di amarsi ancora e tornano insieme verso il termine della serie. Nell'ultimo episodio, Cody si diploma insieme ai suoi compagni.

## Curiosità
- Cody e suo fratello gemello maggiore Zack Martin sono gli unici personaggi ad essere apparsi in tutti gli episodi della saga di Zack e Cody.